# Begonte
Begonte település Spanyolországban, Lugo tartományban. Begonte Rábade, Outeiro de Rei, Friol, Guitiriz, Vilalba és Cospeito községekkel határos. Lakosainak száma 2905 fő (2024).

## Népesség
A település népessége az elmúlt években az alábbi módon változott:
| Lakosok száma | 3796 | 3682 | 3550 | 3475 | 3322 | 3179 | 3071 | 3026 | 2951 | 2905 |
|               | 2001 | 2004 | 2007 | 2009 | 2012 | 2014 | 2017 | 2019 | 2022 | 2024 |